# 聖座—日本關係

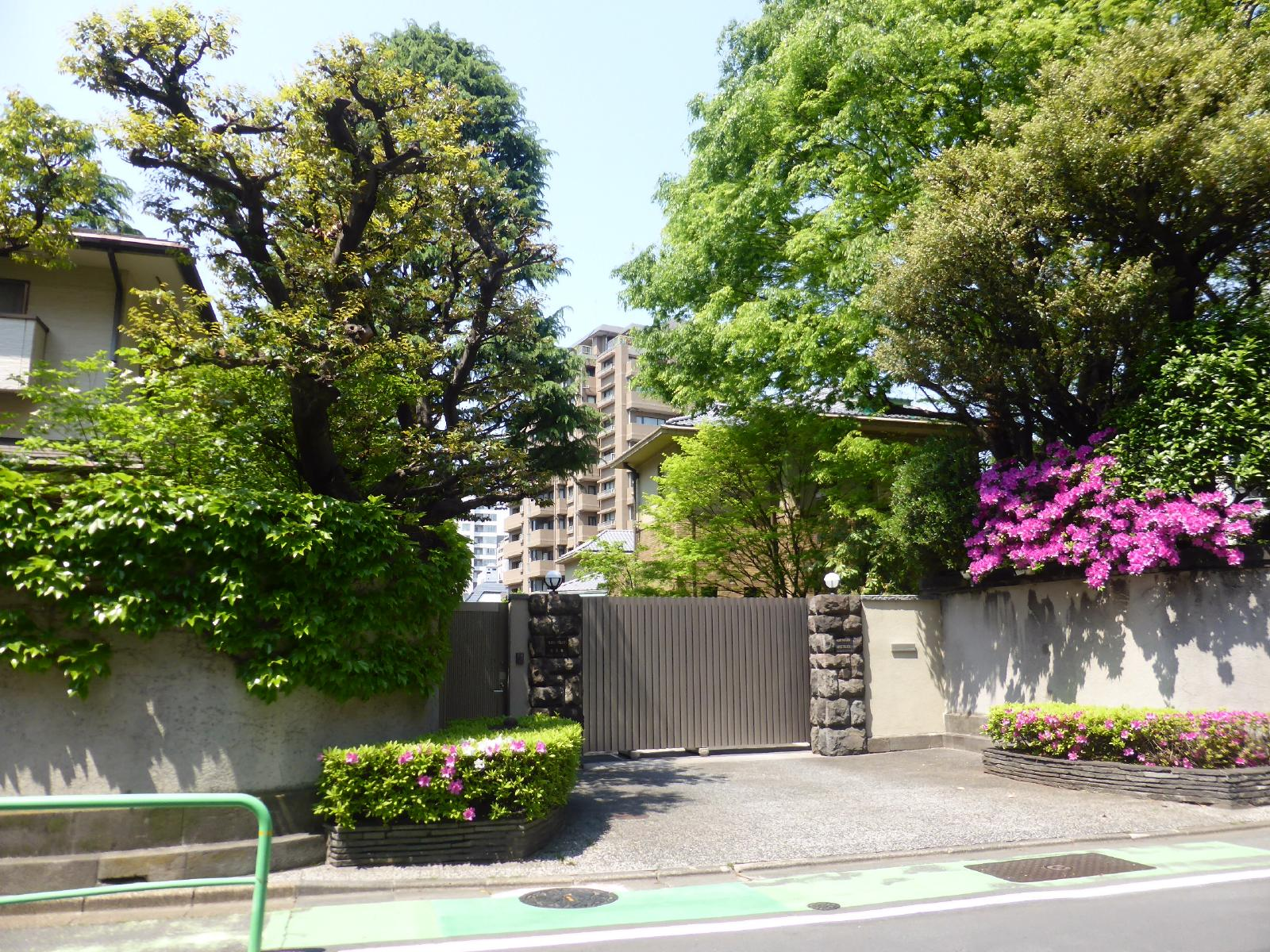
東京的聖座大使館

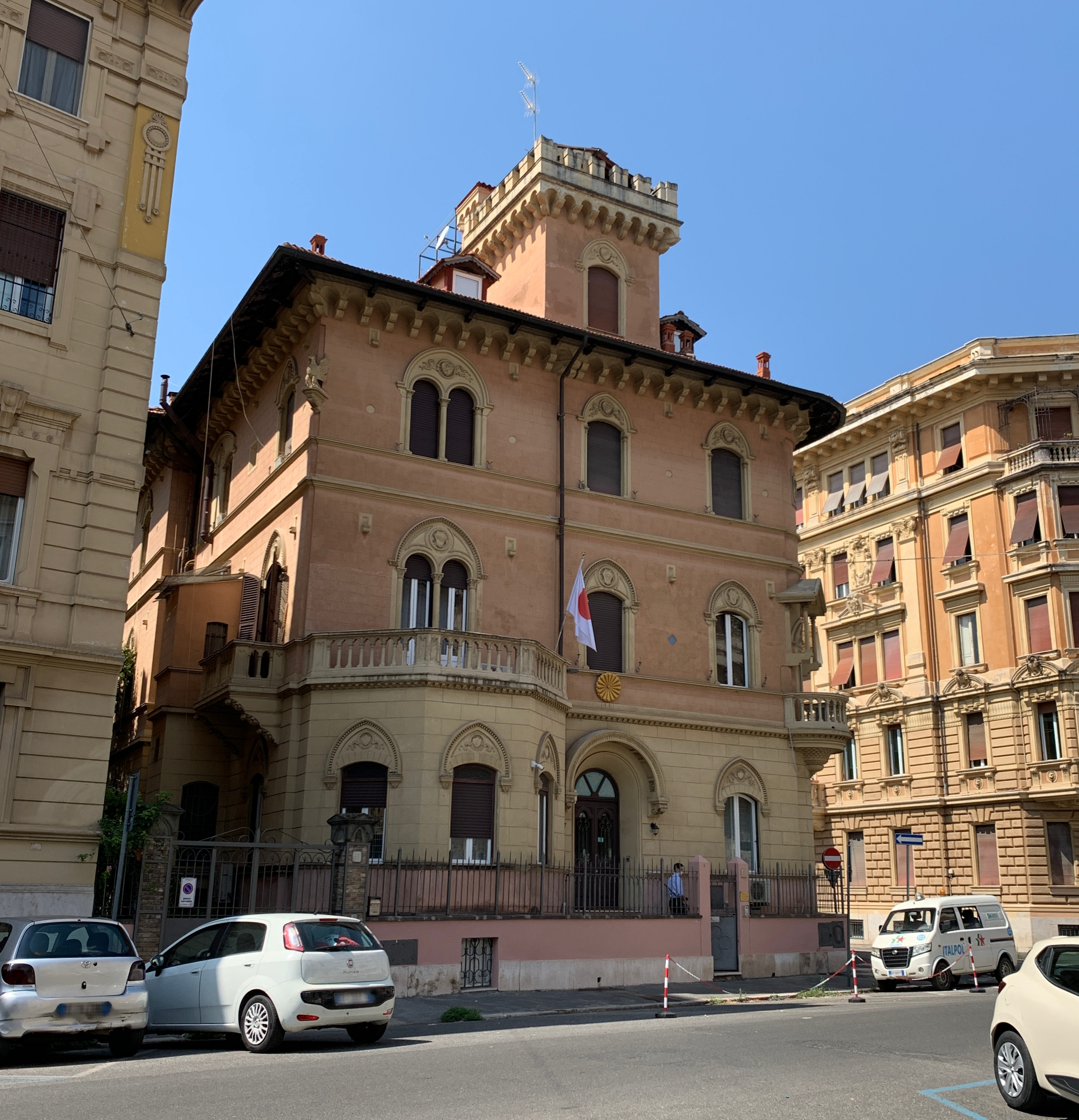
羅馬的日本駐聖座大使館

1919年，日本政府接受了梵蒂岡教廷的請求，派遣宗座代表前往日本，梵蒂岡與日本的關係由此非正式建立。直到1942年，日本才與梵蒂岡建立正式外交關係，成為亞洲第一個建立外交關係的國家；而直到1958年，日本駐羅馬梵蒂岡使團才升格為大使館。這項決定是昭和天皇在二戰期間做出的，希望梵蒂岡能充當日本與同盟國之間談判的調解人。
然而，他們的歷史可以追溯到更久遠的時期，可以追溯到1549年沙勿略作為傳教士抵達九州島。由四名日本年輕使節組成的代表團隨他返回歐洲，並拜會了包括教宗格里高利十三世在內的多位歐洲領導人。他們受到了熱烈的歡迎，並引起了梵蒂岡對日本的關注。基督教在日本的擴張持續了幾十年，直到 17 世紀初才被禁止，直到1873 年明治天皇作為改革的一部分解除了禁令。儘管如此，日本的天主教徒數量一直很少，僅佔總人口的不到0.5％。
目前，梵蒂岡和日本正在進行密切的文化合作。前者在東京設有教廷大使館，而後者在羅馬設有駐梵蒂岡大使館。

## 歷史
沙勿略是日本最早的基督教傳教士之一，他於 1549 年 8 月來到日本，使九州島上大約七百名日本人皈依了羅馬天主教，其中包括一位被稱為日本人伯納多的人，他成為第一個訪問歐洲的日本人。他的使命取得了成功，到 1580 年，日本大約有 10 萬名基督徒，其中包括大名（封建領主）大友宗麟和有馬晴信。
耶穌會傳教士範禮安後來於 1579-82 年訪問了該國，並說服宗麟大人派遣日本外交官前往歐洲，其中包括代表皈依的大名拜會教宗。他同意了，並挑選了四名日本基督教青少年，於 1582 年 2 月 20 日乘坐一艘葡萄牙商船從長崎港出發。這個代表團，也就是後來的天正遣歐少年使節，是日本在歐洲的第一個外交使團。

## 書籍
- DuBois, Thomas David. . Cambridge University Press. 2016. ISBN 978-1107166400.
- Pollard, John. . Oxford University Press. 2014. ISBN 978-0199208562.
- Walker, Hugh Dyson. . AuthorHouse. 2012. ISBN 978-1477265161.